# Inundaciones de Asia del Sur de 2017
Las inundaciones de Asia del Sur de 2017 son una serie de inundaciones que han afectado severamente el Asia del Sur desde julio hasta agosto de 2017. Al 2 de septiembre, estas han dejado unas 1300 víctimas mortales y casi 41 millones de damnificados, de los cuales 16 millones son niños según la Unicef. Los países más afectados son Bangladés, India, Nepal y Pakistán. 

## Contexto
Las inundaciones se deben a unos monzones mucho más fuertes de lo habitual, lo que produjo derrumbes e inundaciones. Los expertos las consideran las peores inundaciones en décadas, y se espera que haya problemas de abastecimiento de alimentos, pues estas también afectaron las cosechas.
Según varios centros de investigación climatológica y social, estas inundaciones son consecuencia del cambio climático.
Según el Centro para la Investigación Epidemiológica de Desastres de la Universidad de Lovaina en Bélgica, durante las últimas dos décadas un promedio de 2.000 personas han perdido cada año la vida en Asia del Sur debido a inundaciones catastróficas.

## Impacto

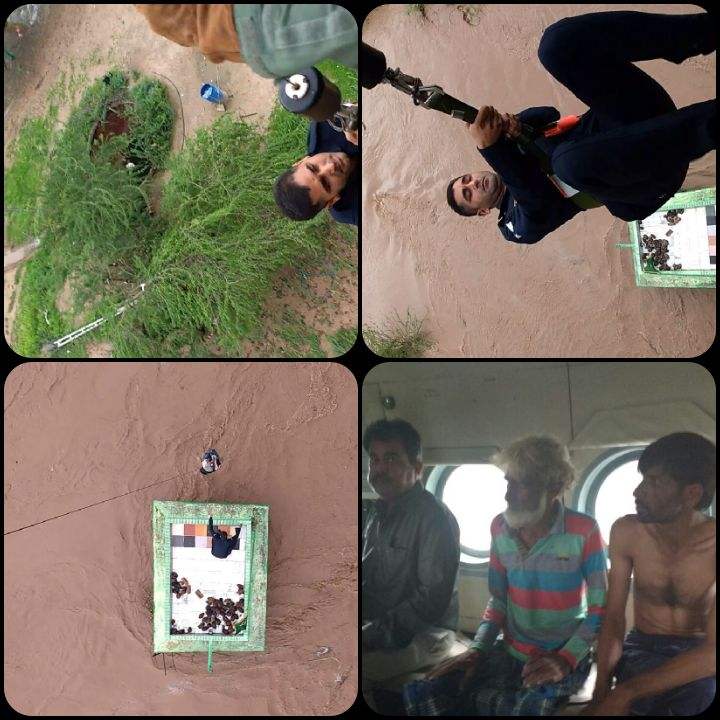
Personas del estado indio de Guyarat siendo evacuados.

Estas se han concentrado en el norte de India, incluyendo los estados de Assam, Bengala Occidental, Bihar y Uttar Pradesh. El total de las víctimas de los dos últimos es de más de 1000 personas.
El desastre también golpeó el sur de Pakistán, en particular la capital Karachi, donde 23 personas murieron electrocutadas.
En Nepal, 143 personas han perdido la vida y 1,7 millones se han visto afectadas, entre ellas 461 000 desplazados.
Y en Bangladés han muerto 140 personas y unos 6 millones se han visto afectados. La destrucción ha arrasado con 700 000 viviendas, 4 680 000 hectáreas de cultivos y miles de kilómetros de vías.